# Неокесарийска епархия
Неокесарийската епархия (на гръцки: Ιερά Μητρόπολη Νεοκαισαρείας) е титулярна епархия на Вселенската патриаршия. Диоцезът съществува от 325 до 1922 година с център в град Неокесария, на турски Никсар. Титлата Митрополит на Неокесария, ипертим и екзарх на Понт Полемониакски от 1936 година е вакантна.
Неокесария Понтийска (на латински: Neocaesarea in Ponto, за да се различава от Неокесария Сирийска).

## История
Неокесария първоначално носи името Кабира и е столица на Понтийското царство. По-късно римляните го преименуват на Диосполис в 73 година пр. Хр., а Полемон I Понтийски – на Себастия в 35 година пр. Хр. В 64 година римляните му дават името Неакесария. Според традиционния разказ, когато Григорий Чудотворец е ръкоположен за епископ на родния си град около 240 година, в Неокесарий има само 17 християни, а при смъртта му в 270 година – само 17 езичници.
Неокесария става митрополия в 325 година. Тя има 4 епископии в VII век (640) и 10 в XII. След селджукското завоевание на региона в 1075 година броят им постепенно намалява и в XIV век не остава нито една. В XVIII век е създадена нова Неаполска епископия, която в 1889 година става самотоятелна Колонийска митрополия. По време на османското владичество катедрата е преместена в Евдокияс (Токат), а през 1903 година - в Инои (Юне).
Митрополията е разделена на две части. Основната граничи с Черно море на север, с Халдийската, Колонийската и Теодосиуполска (Антиохийска патриаршия) и Амидийската митрополия (Антиохийска патриаршия) на изток, Аданската (Антиохийска патриаршия), Верийската (Антиохийска патриаршия) и Аданската митрополии на юг и Кесарийската и Амасийската митрополия на запад. Гангренската част е бившата Гангренска митрополия, присъединена към Неокесарийската на 19 януари 1630 година. Тя граничи с Черно море на север, Амасийската на изток, Кесарийската и Анкарската на юг и Халкидонската на запад. Други градове в основната част са Фадиса (Фатса), Полемонио (Боламан), Котиора (Орду), Газиура (Турхал), Сагилио (Йълдъзели), Севастия (Сивас), Гарнаки (Гюрюн) и Тефрики (Дивриги). В Гангренската част са Кастамону (Кастамон), Йонополис (Инеболу), Киторос (Джиде), Помпиуполис (Ташкьопрю), Докия (Тосия), Гангра (Чанкъръ), Антониуполис (Черкеш), Теодоруполис (Сафранболу), Маврогонио (Карабук), Партенио (Бартън), Амастрис (Амасра), Дадастана (Деврек), Кратия (Гереде).
След разгрома на Гърция в Гръцко-турската война и обмена на население между Гърция и Турция в 1922 година, на територията на епархията не остава православно население.

## Митрополити
| Име        | Име         | Управление                        | Забележка                                                                  | Години         |
| ---------- | ----------- | --------------------------------- | -------------------------------------------------------------------------- | -------------- |
| Игнатий    | Ιγνάτιος    | ноември 1773 – 29 април 1793      | от поленински и вардарски е., подал оставка                                | ? – около 1794 |
| Исая       | Ησαΐας      | май 1793 – 1801 †                 | от преспански м.                                                           | ? – 1801       |
| Мелетий I  | Μελέτιος    | март 1801 – май 1816              | от воденски м., в кесарийски м.                                            | ? – 1817       |
| Кирил III  | Κύριλλος    | май 1816 – 1850 †                 |                                                                            | ? – 1850       |
| Леонтий    | Λεόντιος    | 4 май 1850 - 7 ноември 1864       | от назиански т.е. (септември 1848), уволнен, по-късно неокесарийски        | ? – 1868       |
| Йеротей    | Ιερόθεος    | 7 ноември 1864 – 29 август 1868   | по-късно неокесарийски м.                                                  | ? – 1883       |
| Леонтий    | Λεόντιος    | 29 август 1868 – 1 ноември 1868 † | по-рано неокесарийски                                                      | ? – 1868       |
| Мелетий II | Μελέτιος    | 18 ноември 1868 - 3 април 1872    | от трикийски е., в еноски м.                                               |                |
| Йеротей    | Ιερόθεος    | 3 април 1872 – 25 август 1883 †   | по-рано неокесарийски м.                                                   | ? – 1883       |
| Константий | Κωνστάντιος | 3 септември 1883 - 15 юли 1895    | по-рано костурски м., в берски м.                                          | 1835 – 1908    |
| Александър | Αλέξανδρος  | 15 юли 1895 - 18 октомври 1903    | по-рано пелагонийски м., в солунски м.                                     | 1851 – 1928    |
| Амвросий   | Αμβρόσιος   | 18 октомври 1903 - 25 април 1911  | от пелагонийски м., в кесарийски м.                                        | 1854 – 1931    |
| Поликарп   | Πολύκαρπος  | 28 април 1911 - 13 октомври 1922  | от колонийски м., в ксантийски м.                                          | 1864 – 1936    |
| Агатангел  | Αγαθάγγελος | 25 октомври 1922 - 20 март 1924   | от филипийски м., в принцовоостровен м.                                    | 1864 – 1935    |
| Амвросий   | Αμβρόσιος   | 22 март 1924 - 24 октомври 1929   | по-рано кесарийски м., в деркоски м.                                       | 1854 – 1931    |
| Хрисостом  | Χρυσόστομος | 7 май 1944 - 27 ноември 1976 †    | на 22 юли 1950 е избран за лероски м., но не приема избора и той е отменен | 1894 – 1976    |